# Region Venkov
Region Venkov je dobrovolný svazek obcí v okresu Litoměřice, jeho sídlem je Hoštka a jeho cílem je podpora regionálního rozvoje. Sdružuje celkem 4 obce a byl založen v roce 2001.

## Obce sdružené v mikroregionu
- Drahobuz
- Hoštka
- Vrbice
- Vrutice